# Övörkhangai
Övörkhangai (mongol cyrillique Өвөрхангай аймаг, translittération Övörkhangai aimag) ou Övörhangay est une des 21 aïmag (provinces) de Mongolie. Elle est située au centre du pays. Sa capitale est Arvayheer. La province comprend l'ancienne capitale impériale Kharkhorin, et la chute d'eau de la rivière Orkhon, qui traverse la province.
« Övör » (Өвөр) signifie « méridional », et khangai (хангай) est un biome de « steppe boisée », C'est le nom que l'on a donné aux Monts Khangaï, situés vers l'Ouest de la province. « Övörhangai » signifie donc « [Province] méridionale des Khangai ». La déforestation a cependant diminué nettement la surface boisée. Le reste des paysages de la province est fait de steppe.
La province n'a pas de chemin de fer, mais est reliée à la capitale du pays Oulan-Bator par une route goudronnée. Ces différents atouts en font une province des plus touristiques du pays.

## Subdivisions administratives
- Arvayheer
- Baruunbayan-Ulaan
- Bat-Ölziy
- Bayangol
- Bayan-Öndör
- Bogd
- Bürd
- Guchin-Us

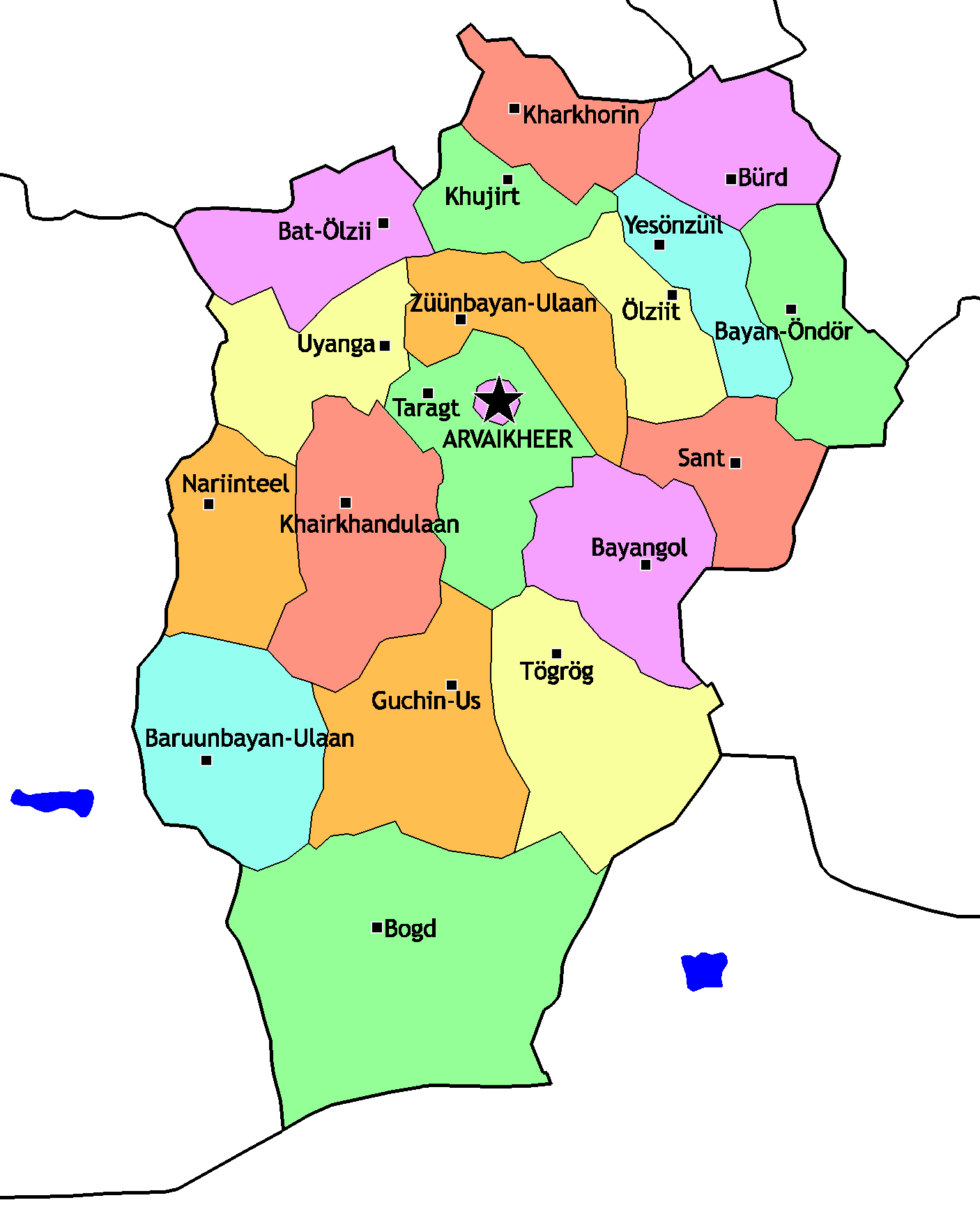
Carte administrative.

- Kharkhorin, est tiré de Karakorum, transcription latine de Хар Хорум, khar khorum, rocher noir), la capitale de Gengis Khan au début de l'empire mongol au début du XIIIe siècle, elle s'est ensuite déplacée à Khanbalik (Pékin) dans les années 1260, sous le règne de Kubilai Khan, fondateur de la dynastie Yuan.
- Hayrhandulaan
- Hujirt
- Nariynteel
- Ölziyt
- Sant
- Taragt
- Tögrög
- Uyanga
- Yösönzüyl
- Züünbayan-Ulaan